# Ezredvég
Az Ezredvég a Nagy Lajos Irodalmi és Művészeti Társaság baloldali irodalmi-művészeti-társadalomkritikai folyóirata. 1987-ben alapították, kezdetben almanachként, 1991-től havonta jelent meg, majd 2012-től kéthavonta. Kiadását az Ezredvég Alapítvány végzi, főszerkesztője Simor András költő, műfordító.
A lap egyformán helyt biztosít verseknek és prózának csakúgy, mint társadalomkritikai esszéknek. Emellett jellemzője, hogy minden lapszámot egy-egy elismert művész alkotásaival illusztrálnak. A korábbi lapszámok tartalmát ingyenesen hozzáférhetővé teszik az Interneten. Az Ezredvég párja a Z-füzetek sorozat, mely általában egy, a folyóiratban rendszeresen, vagy alkalmanként publikáló szerző műveit tartalmazza.